# Liste des membres de la 12e Chambre des communes d'Irlande du Nord
 (mai 2023).
Voici une liste des Membres du Parlement élus lors des élections générales de 1969 en Irlande du Nord. Les élections à la 12e Chambre des communes d'Irlande du Nord ont eu lieu le 24 février 1969.
Tous les membres de la Chambre des communes d'Irlande du Nord élus aux élections générales de 1969 sont répertoriés.

## Membres
| Nom                    | Circonscription      | Parti | Parti             |
| ---------------------- | -------------------- | ----- | ----------------- |
| Albert Anderson        | City of Londonderry  |       | Ulster Unionist   |
| Robert Babington       | North Down           |       | Ulster Unionist   |
| Robin Bailie           | Newtownabbey         |       | Ulster Unionist   |
| Desmond Boal           | Belfast Shankill     |       | Ulster Unionist   |
| Roy Bradford           | Belfast Victoria     |       | Ulster Unionist   |
| John Brooke            | Lisnaskea            |       | Ulster Unionist   |
| Joseph Burns           | North Londonderry    |       | Ulster Unionist   |
| Thomas Caldwell        | Belfast Willowfield  |       | Ind. Unionist     |
| Joshua Cardwell        | Belfast Pottinger    |       | Ulster Unionist   |
| John Carron            | South Fermanagh      |       | Nationalist       |
| James Chichester-Clark | South Londonderry    |       | Ulster Unionist   |
| Ivan Cooper            | Mid Londonderry      |       | Indépendant       |
| William Craig          | Larne                |       | Ulster Unionist   |
| Austin Currie          | East Tyrone          |       | Nationalist       |
| Paddy Devlin           | Belfast Falls        |       | NI Labour         |
| Anne Dickson           | Carrick              |       | Ulster Unionist   |
| John Dobson            | West Down            |       | Ulster Unionist   |
| Brian Faulkner         | East Down            |       | Ulster Unionist   |
| Richard Ferguson       | South Antrim         |       | Ulster Unionist   |
| Gerry Fitt             | Belfast Dock         |       | Republican Labour |
| William Fitzsimmons    | Belfast Duncairn     |       | Ulster Unionist   |
| William Samuel Fyffe   | North Tyrone         |       | Ulster Unionist   |
| Thomas Gormley         | Mid Tyrone           |       | Nationalist       |
| Lloyd Hall-Thompson    | Belfast Clifton      |       | Ind. Unionist     |
| John Hume              | Foyle                |       | Indépendant       |
| Basil Kelly            | Mid Down             |       | Ulster Unionist   |
| Paddy Kennedy          | Belfast Central      |       | Republican Labour |
| William Kennedy        | Belfast Cromac       |       | Ulster Unionist   |
| Michael Keogh          | South Down           |       | Nationalist       |
| Herbert Victor Kirk    | Belfast Windsor      |       | Ulster Unionist   |
| Norman Laird           | Belfast St Anne's    |       | Ulster Unionist   |
| William Long           | Ards                 |       | Ulster Unionist   |
| Samuel Magowan         | Iveagh               |       | Ulster Unionist   |
| Robert Dodd McConnell  | Bangor               |       | Ind. Unionist     |
| Basil McIvor           | Larkfield            |       | Ulster Unionist   |
| John McQuade           | Belfast Woodvale     |       | Ulster Unionist   |
| Nat Minford            | Antrim               |       | Ulster Unionist   |
| Robert James Mitchell  | North Armagh         |       | Ulster Unionist   |
| Ivan Neill             | Belfast Ballynafeigh |       | Ulster Unionist   |
| Roderick O'Connor      | West Tyrone          |       | Nationalist       |
| Patrick O'Hanlon       | South Armagh         |       | Indépendant       |
| Phelim O'Neill         | North Antrim         |       | Ulster Unionist   |
| Terence O'Neill        | Bannside             |       | Ulster Unionist   |
| James O'Reilly         | Mourne               |       | Nationalist       |
| Robert Porter          | Lagan Valley         |       | Ulster Unionist   |
| Walter Scott           | Belfast Bloomfield   |       | Ulster Unionist   |
| Robert Simpson         | Mid Antrim           |       | Ulster Unionist   |
| Vivian Simpson         | Belfast Oldpark      |       | NI Labour         |
| James Stronge          | Mid Armagh           |       | Ulster Unionist   |
| John Taylor            | South Tyrone         |       | Ulster Unionist   |
| Harry West             | Enniskillen          |       | Ulster Unionist   |
| Herbert Whitten        | Central Armagh       |       | Ulster Unionist   |

## Changement
- Novembre 1969: Thomas Gormley démissionne du Nationalist Party pour siéger en tant que nationaliste indépendant.
- 19 Mars 1970: Desmond Boal, William Craig, Norman Laird, John McQuade et Harry West sont expulsés du Ulster Unionist party.
- 16 Avril 1970: Ian Paisley et William Beattie du Protestant Unionist Party sont élus à Bannside et South Antrim pour remplacer respectivement Terence O'Neill et Richard Ferguson.
- 21 Aout 1970: Ivan Cooper, Austin Currie, Paddy Devlin, Gerry Fitt, John Hume et Paddy O'Hanlon fondent le Social Democratic and Labour Party.
- Septembre 1970: Lloyd Hall-Thompson rejoint le Ulster Unionist Party
- 12 Novembre 1970: John Dunn Laird du Ulster Unionist Party est élu à Belfast St Anne's pour remplacer son père, Norman Laird.
- March 1971: Harry West  réadmis au Ulster Unionist parliamentary party; Anne Dickson démissionne du Ulster Unionist Party.
- 30 Octobre 1971: William Beattie, Desmond Boal, Ian Paisley et John McQuade fondent le Democratic Unionist Party.
- 27 Janvier 1972: John Laird et Robert James Mitchell sont expulsés du Ulster Unionist Party[1].
- 9 Février 1972: William Craig fonde le mouvement Ulster Vanguard.
- 1972: Thomas Columba Gormley, Robert Dodd McConnell, Phelim O'Neill et Robert Wilson Porter rejoignent le Alliance Party of Northern Ireland.
- 10 Octobre 1972: Robert Simpson démissionne du Ulster Unionist Party[2].